# Maurice Bastide du Lude
 (février 2013).
Maurice Bastide du Lude est un graveur et sculpteur français né le 23 septembre 1870 à Nogent-le-Rotrou et mort le 18 janvier 1960 à Jouy-le-Potier.

## Biographie
Né le 23 septembre 1870 à Nogent-le-Rotrou où son père, Athanase Bastide du Lude, capitaine des gardes mobiles d'Eure-et-Loir est engagé dans les combats et meurt le 10 décembre 1870 à la bataille de Lorges (Loir-et-Cher) face aux Prussiens durant la guerre franco-allemande de 1870, il devient orphelin de père trois mois après sa naissance. Sa mère, Blanche Pérille-Lacroix de Boischâteau, fille de maîtres de forges des Vosges et parente de George Sand par les Vallet de Villeneuve, quitte l'Eure-et-Loir et rejoint ensuite la demeure familiale de la région naturelle de la Sologne, le château du Lude près d'Orléans et supplie son beau-père, Aristide Bastide du Lude, de partir à la recherche du corps de son mari. Pendant trois semaines, Aristide qui a plus de 70 ans, à pied dans la neige et accompagné d'un fermier du château du Lude dirigeant un tombereau, cherchera le corps de son fils et finira par le trouver, pour ensuite l'inhumer dans la chapelle familiale du Lude.
Maurice est élevé entre l'hôtel particulier du 70 bis rue Notre-Dame des Champs dans le sixième arrondissement de Paris où il fait ses études au collège Stanislas, et les demeures familiales en Sologne chez les Bastide ou à Saint-Max en Meurthe-et-Moselle chez son grand-père maternel, Joseph Pérille de Boischâteau dit Pérille-Lacroix. Les Gayot de Bastide (ou Gaiotti de Bastida) originaires de Bologne et arrivés en France au XIVe siècle en important en France la technique de la soie à Lyon et Saint-Chamond, furent anoblis par le roi Charles VI, avant de s'installer à Limoges au début du XVIIe siècle en vendant la maison Bastide encore existante dans le vieux Lyon. Maurice fut donc éduqué dans la tradition de la culture italienne de la Renaissance et son œuvre en fut fortement inspirée, particulièrement dans ses vues de Venise et de Florence.
Après son diplôme d'ingénieur agronome sous la direction de Eugène Risler, il commence par dessiner et sculpter dans les années 1890, après avoir été formé au dessin par sa grand-mère, Félicité Bastide du Lude - fille du général et comte Étienne Heudelet de Bierre, et par la sœur de son père, la portraitiste et romancière, Berthe Bastide du Lude dite Berthe du Lude. 
En 1893, il hérite du château du Lude de Jouy-le-Potier en Sologne. Il y fait intervenir l'architecte Henri Rapine, qui non seulement restaure le vieux château familial mais modernise également l'hôtel particulier et les ateliers du 70 bis rue Notre-Dame des Champs. Le travail de restauration du château du Lude dans le goût de la Renaissance du Val de Loire va développer chez Maurice un goût du détail élégant et de l'architecture lumineuse, découlant de l'influence familiale de l'Italie du XVIe siècle. 
En 1897, il épouse Suzanne Tournouër, descendante de la dynastie des illustres libraires Panckoucke, fille de Jacques-Raoul Tournouër président en 1877 de la Société géologique de France, petite-fille du Conseiller d'État et député de la Côte d'Or, Jacques-Simon Tournouër, et nièce du peintre Jean-Auguste-Dominique Ingres. Ce mariage lui fait intégrer les cercles artistiques de la capitale par ses nouveaux cousins Delphine Ramel, Charles Marcotte d'Argenteuil, Alexandre Legentil, Philippe Marcotte de Quivières, Hubert Rohault de Fleury, Augustin Marcotte de Quivières ou Édouard Dalloz. La proximité du château du Lude d'avec l'atelier de Jean-Auguste-Dominique Ingres à Meung-sur-Loire (Loiret) et d'avec le château du Pavillon, propriété de Ernest Panckoucke à Onzain (Loir-et-Cher), lui permettra de tisser des liens étroits avec ces familles de mécènes et de collectionneurs.
Passionné d'alpinisme, il est parmi les premiers à gravir le Mont Cervin en Suisse. Homme de cheval et cavalier, il pratique la vénerie en Sologne et fut maître d'équipage en second du Rallye-Sologne au duc de Lorge jusqu'en 1914 basé au château de Fontpertuis à Lailly-en-Val, tout en élevant des chevaux de propriétaires d'écuries de courses, tels que Jean de Charsonville (famille Tassin de Charsonville) ou Edmond de Poncins et Marguerite de Biencourt.

## Carrière d'artiste
À la fin des années 1880 et sur les conseils de Jean-Léon Gérôme qui loue son atelier à la famille Bastide du Lude et qui a formé Maurice au dessin, il intègre l'Académie Julian et suit les cours de Jean-Paul Laurens qui l'initie à l'art du portrait et à la sculpture dont l'atelier est face à sa demeure familiale de la rue Notre-Dame des Champs, et de Armand Berton (peintre) pour la gravure. En 1893, il présente ses premières sculptures au Salon de Paris : Ebrahim (cheval arabe) et A sa toilette.
Dans le même temps, il développe les activités des ateliers d'artistes du 70 bis rue Notre-Dame des Champs, où déjà des peintres tels que William Bouguereau, Félix François Genaille (élève de Jean-Auguste-Dominique Ingres et Théodore Chassériau), Jean-Léon Gérôme, Georges A. L. Boisselier, Eugène Lambert ou Auguste Toulmouche, ont résidé ou résident encore. Entre les années 1910 et 1920, des artistes américains choisissent de s'installer dans ces ateliers, à toute proximité de Montparnasse : Ernest Hemingway, Ezra Pound, Claude Cahun et Suzanne Malherbe, et plus tardivement par Paul Jouve. Les artistes américains rebaptisèrent le lieu la « Tea Box », surnom qu'il conserva jusqu'aux années 1940. Ce foisonnement artistique dans sa demeure parisienne va susciter chez Maurice Bastide du Lude l'ambition de professionnaliser sa pratique artistique et sera source d'inspirations et d'amitiés.
En 1903, il fait transformer par l'architecte orléanais Léon Masson, une ferme située dans le parc du château du Lude, en atelier d'artiste sous la forme d'une chapelle-fabrique. L'atelier du Lude deviendra le lieu de son travail jusqu'à sa mort, même si les occupants allemands le dégradèrent fortement en 1942 durant la Seconde Guerre mondiale. Devenu également propriétaire du château de sa belle-famille, La Borde à Saint-Jean-de-Losne en Côte d'Or, et du manoir du Pont-Muzard à Plélan-le-Grand en Ille-et-Vilaine, la vallée de la Saône et la forêt de Paimpont deviendront des sources d'inspiration, l'Italie et son architecture ainsi que les portraits mondains restant malgré tout ses champs de prédilection.
Sa rencontre dans les années 1910 avec Maurice Achener, élève comme lui de Jean-Paul Laurens à l'Académie Julian, sera décisive car il trouve chez cet artiste déjà renommé, à la fois la finesse du trait et la délicatesse de l'émotion. Grâce à lui, il perfectionne sa technique de l'eau-forte qui devient à partir des années 1920, la majeure partie de son travail d'artiste. Il expose en sa compagnie à la galerie Georges Petit (galeriste). Certains artistes aquafortistes, peintres et sculpteurs graviteront autour de Maurice Achener et lui, comme Gaston d'Illiers, André Mahon, Paul Jouve et Jeanne Champillou.
Il participe régulièrement aux expositions organisées par la société des artistes Orléanais entre 1920 et 1938, tout en présentant ses gravures à des expositions parisiennes et au Salon des artistes français. En 1920 et sur recommandation de son voisin et ami, le sculpteur Gaston d'Illiers, il reçoit au château du château du Lude la visite de Jeanne Champillou, jeune artiste orléanaise, à qui il fait découvrir l'eau-forte. Elle viendra régulièrement à l'atelier du Lude, bénéficiant de la presse de son maître en gravure.
En 1937, il reçoit la médaille d'or à l'exposition internationale des arts et des techniques de Paris - l'exposition spécialisée de 1937, pour sa « Noyée de Carpeaux » et son « Ponte-Vecchio de Florence ».
À partir de 1939, il se partage entre la Suisse et la Sologne, tout en conservant ses liens avec le Salon des artistes français et le Salon des indépendants. Il continue à pratiquer la photographie mais ralentit son travail d'aquafortiste. Après 1945, il décide de ne plus participer aux expositions parisiennes et orléanaises. 
Ses œuvres sont principalement conservées par le musée des beaux-arts d'Orléans, sa descendance et dans les familles orléanaises, et sa presse ainsi que les plaques sont toujours en Orléanais.